# 페드로 우랄데
페드로 우랄데 에르나에스(스페인어: Pedro Uralde Hernáez, 1958년 3월 2일, 바스크 지방 비토리아 ~)는 스페인의 전 축구 선수로, 현역 시절 공격수로 활동하였다.

## 클럽 경력
우랄데는 알라바 주 비토리아-가스테이스 출신으로, 인근 거함 레알 소시에다드에서 현역 신고식을 치렀는데, 1군으로 도약한 후 바스크 연고 구단 소속으로 2연속 라 리가 우승을 달성하였는데, 1980년부터 1982년까지 도합 57번의 경기에서 21골을 기록하였다. 그는 1980년 2월 3일, 4-0으로 이긴 아틀레틱 빌바오와의 안방 경기에서 막판 교체로 출전하며 리그 첫 경기를 치렀고, 이후 1985-86 시즌까지 도노스티아라인 소속으로 활동하였다.
이후, 우랄데는 아틀레티코 마드리드에서 1986-87 시즌 1년을 보냈는데, 이 곳에서 또다른 바스크 출신 공격수 훌리오 살리나스와 23골을 합작하였지만, 수도 연고 구단은 리그 7위에 그쳤다. 이후 그는 바스크 이웃 아틀레틱 빌바오로 이적하여 110번의 공식 경기에 참가했다.
우랄데는 현역 마지막 2년을 훗날 초 데포르로 수식되는 데포르티보에서 보냈는데, 베베투가 입단하기 전에 23골을 기록한 후 34세의 나이로 은퇴했는데, 그는 리그에서 통산 369 경기 출전 127골을 기록을 냈다.

## 국가대표팀 경력
우랄데는 스페인 국가대표팀 경기에 3번 출전하였는데, 처음 출전한 국가대표팀 경기는 1982년 4월 28일, 스위스와의 친선경기로 그는 발렌시아에서 벌어진 이 경기에 90분을 모두 소화하였다. 이후, 그는 같은 해 FIFA 월드컵에 참가했는데, 산티아고 베르나베우에서 벌어진 잉글랜드와의 2차 조별 리그 2번째 경기에 23분 출전했고, 스페인은 이 경기에서 득점 없이 비겼다.